# Skoura M'Daz
Skoura M'Daz (en àrab سكورة مداز, Skūra Mdāz; en amazic ⵙⴽⴽⵓⵔⴰ ⵎⴷⴰⵣ) és una comuna rural de la província de Boulemane, a la regió de Fes-Meknès, al Marroc. Segons el cens de 2014 tenia una població total de 8.462 persones.